# Jean-Marc Rochette
Jean-Marc Rochette (nascut el 23 d'abril de 1956 a Baden-Baden a Alemanya) és un pintor, il·lustrador i artista de còmics francès. Com a creador en el 9e art, és reconegut pel seu còmic Le Transperceneige, traslladat al cinema i a una sèrie televisiva de Netflix.

## Biografia
Originari de Grenoble, Rochette va cursar durant un any cursos d'història de l'art i després va matricular-se en arts visuals a Aix en Provence.
Gran amant de l'alpinisme, es formà com a guia de muntanya, però una esllavissada de roques que patí el 1976 l’apartà d’aquesta professió. De llavors ençà s'ha dedicat a les arts plàstiques. Començà a il·lustrar còmics a les publicacions Actuel i Écho des savanes, alhora que dirigí un curt d’animació, La chasse, que fou guardonat. El 1979 publicà amb el guionista Martin Veyron la sèrie Edmond le Cochon, barreja d’underground i tradició animalista francesa de gran èxit. El 1982 substituí al dibuixant Alexis per a la sèrie Le Transperceneige, còmic de culte que, el 2013, va ser adaptat al cinema per Bong Joon-ho, amb el nom de Snowpiercer i actualment com a una sèrie de televisió a Netflix.
L’any 1986 va sortir l’albúm À tes souhaits, amb guió de Tito Topin. Amb Benjamin Legrand, va dibuixar Requiem blanc el 1987. Durant els anys noranta s'interessà per la il·lustració de clàssics de la literatura infantil i juvenil, com Pinotxo, En Patufet i El gat amb botes.
L'any 2000 va crear Napoléon et Bonaparte, que va guanyar el premi d'humor Alph-Art al festival del còmic d'Angulema. El 2003, amb René Pétillon, va publicar la sèrie satírica Louis et Dico i, el 2005 amb Martin Veyron, la històrica paròdica Cour Royale.
L'any 2009, es va traslladar a Berlín i es va dedicar, durant set anys, gairebé exclusivament a la pintura. Establert des de l'any 2017 a la Vall de Vénéon (Alvèrnia-Roine-Alps), al llogaret d'Étages, ha tornat a l'alpinisme i divideix el seu temps entre la pintura, el dibuix i l'escriptura. De nou amb Olivier Bocquet, l’any 2018 coescriu i publica Ailefroide: altitude 3954, còmic autobiogràfic sobre la seva passió juvenil per l'alpinisme. L'obra va guanyar el premi Ouest-France - Quai desbulles i marca un punt d'inflexió en la seva carrera, pel seu important èxit (60.000 còpies venudes a França el 2019) i perquè Rochette, que patia dislèxia de jove, no s'atrevia a escriure els seus propis guions. La seva novel·la gràfica Le Loup, de total autoria, amb més de 70.000 exemplars venuts, qüestiona els temes que tan estima: l'alta muntanya, l'ecologia, la recerca de l'harmonia entre l'home i la natura... L'any 2022, continua amb l’exploració d’home i natura dels seus darrers treballs amb La dernière Reine.